# Thomas Francis Gilroy
Thomas Francis Gilroy (Sligo, 3 giugno 1840 – Far Rockaway, 1º  dicembre 1911) è stato un politico irlandese, 89° sindaco di New York.